# Road Train

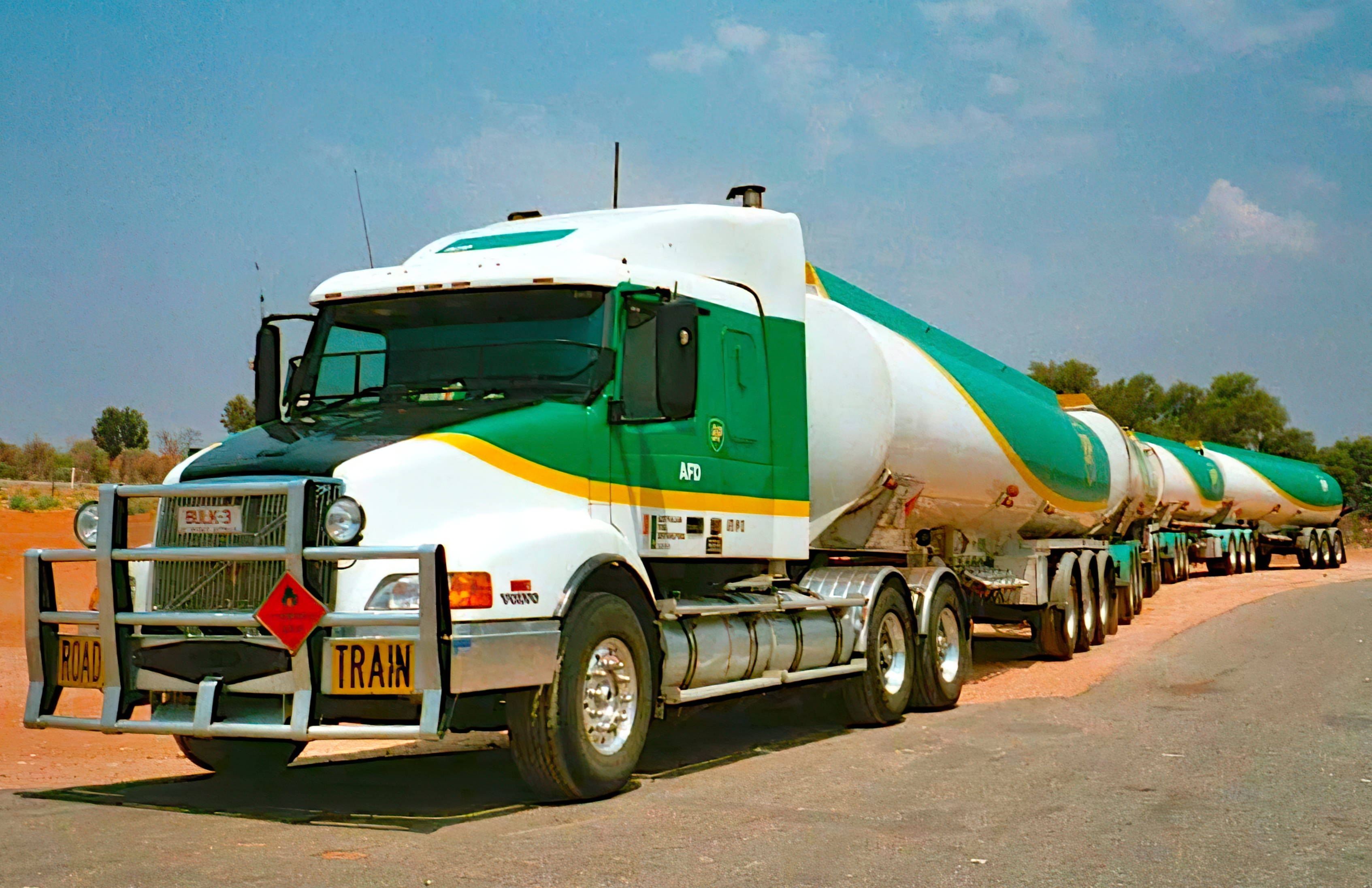
Road Train im australischen Outback; Kombination aus Sattelaufliegern, die mittels Dollys zu viert zusammen gehängt werden

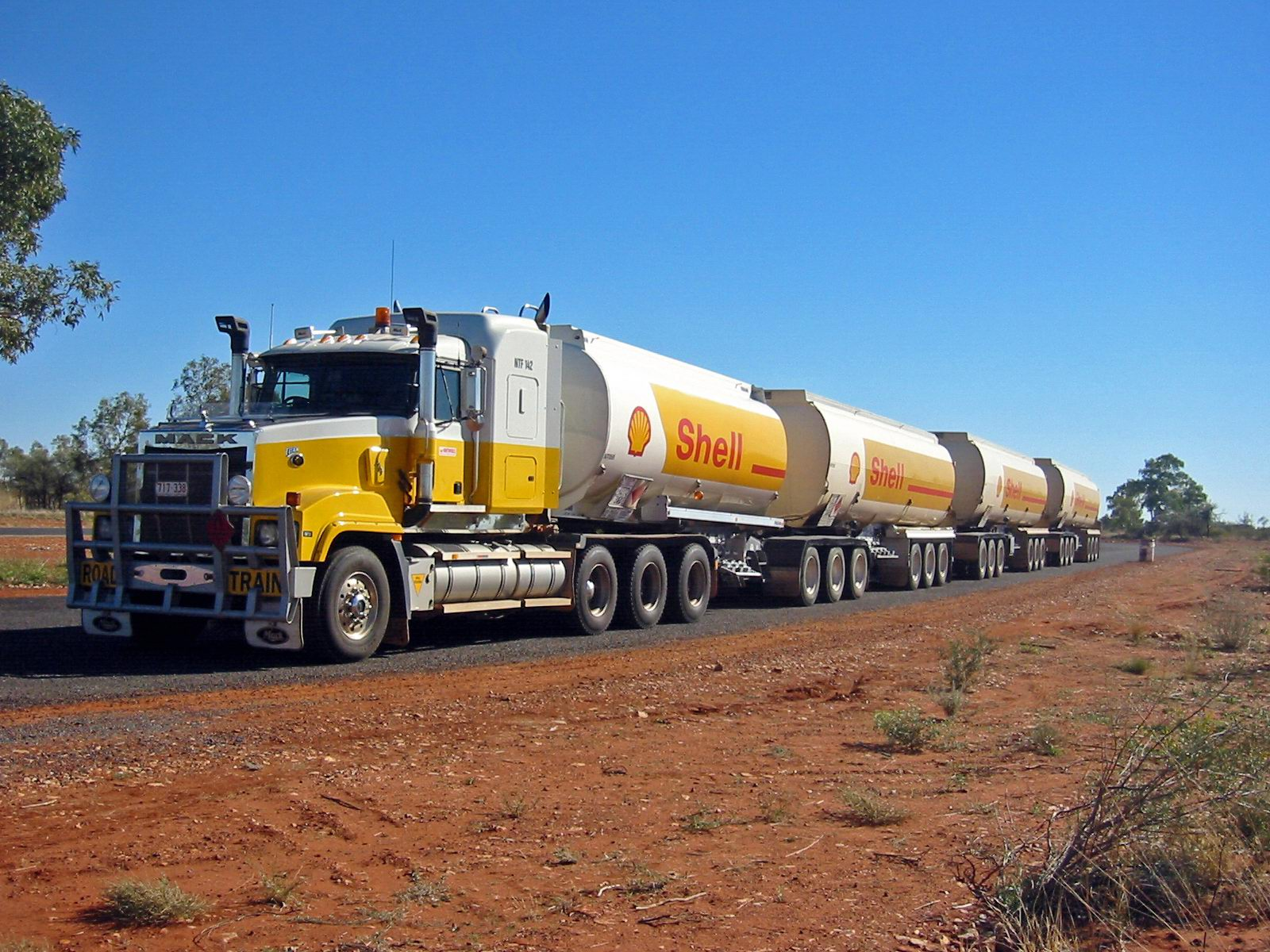
B-Train-Kombination, Sattelauflieger kombiniert mit weiteren Sattelaufliegern

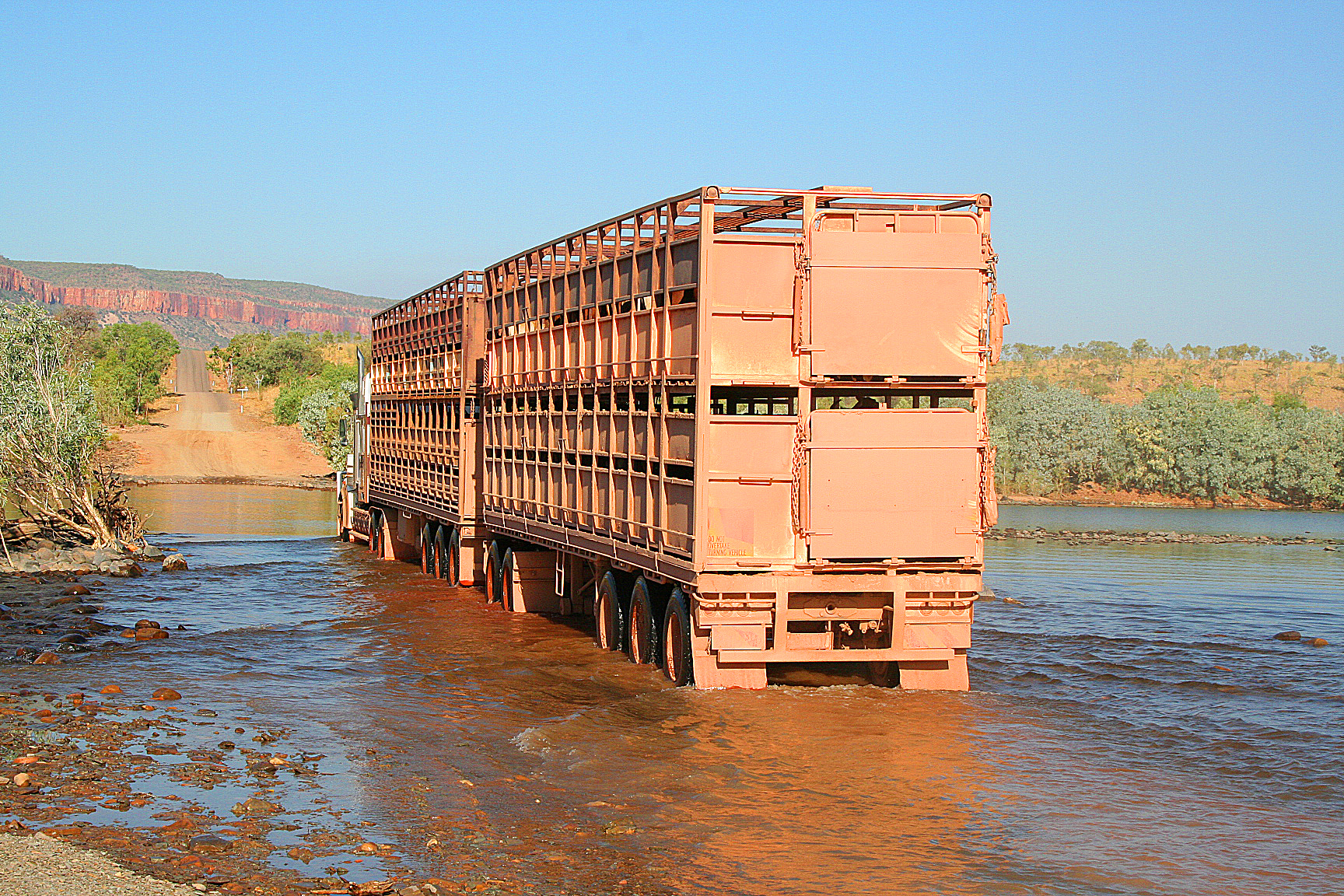
Road Train auf der Gibb River Road

Der englische Begriff Road Train bedeutet so viel wie „Straßen-Zug“ bzw. „Zug auf der Straße“ und bezeichnet eine lange Lastwagen-Kombination (Long Vehicle) eines besonders großen Lastzuges. Diese mehrgliedrigen, überlangen Kombinationen bestehen aus Motorwagen/Sattelzugmaschine mit Aufbauten (Aufliegern mit 3 Achsen + Dolly mit 2 Achsen) oder Sattelzugmaschinen in Verbindung mit mehreren Anhängern und/oder Sattelaufliegern. Auf nichtöffentlichen Straßen unterliegen solche Road Trains keiner Beschränkung hinsichtlich der maximalen Fahrzeuglänge. So werden im Bereich des Schüttgutverkehrs im Tagebau Fahrzeuglängen bis zu einer Länge von 100 Metern verwendet.
Auf öffentlichen Straßen kommen derartige Lastwagenkombinationen in Australien, Israel und als Long Combination Vehicle (LCV) in Kanada und den USA zum Einsatz.
In der Europäischen Union wird stattdessen die Bezeichnung EuroCombi verwendet; für Euro-Combi-Fahrzeuge gelten insbesondere für die zulässige Länge striktere Einschränkungen als für Road Trains in anderen Ländern. In Skandinavien sind Roadtrains mit einem zulässigen Gesamtgewicht mit bis zu 60 Tonnen erlaubt, in den Niederlanden dagegen regulär 50 Tonnen.

## Road Trains in verschiedenen Ländern

### Australien
Im australischen Überlandtransport stellen Road Trains vornehmlich die Versorgung entlegener Regionen sicher. Da viele Gebiete nicht an das Eisenbahnnetz angebunden und die Entfernungen sehr groß sind, ist die Lieferung per Road Train eine besonders wirtschaftliche Transportlösung. Die sehr geringe Verkehrsdichte erlaubt, auch im weltweiten Vergleich, außergewöhnliche Zuglängen. In Ballungsräumen ist der Betrieb von Road Trains nicht erlaubt. Jedoch fahren sie durchaus auch durch größere Städte auf festgelegten Strecken. Die Roadtrains werden innerhalb der größeren Ballungszentren oder auf von ihnen nicht befahrbaren Strecken (beispielsweise Pässen) zu kleineren Beförderungseinheiten geteilt und fahren dann als kürzere Züge auf diesen Teilstrecken.
Bei australischen Lastwagenkombinationen spricht man ab einer Länge von 36,50 Metern von einem Road Train. Ab dieser Länge ist das Befestigen des gleichlautenden Warnschildes zwingend vorgeschrieben. Erlaubt sind maximal 53,50 Meter Länge, ein maximales Fahrzeuggewicht bis 132 Tonnen ohne Zugwagen und eine maximale Höhe von 4,60 Metern. Sie dürfen eine Höchstgeschwindigkeit von 100 km/h in den Staaten Victoria und Western Australia und von 90 km/h in New South Wales, Queensland und South Australia nicht überschreiten. Die Zugmaschine eines Road Trains muss eine Leistung von mindestens 370 kW (500 PS) haben.
In den australischen Bundesstaaten Victoria und New South Wales sowie in der Landeshauptstadt ist das Fahren mit mehr als nur einem Auflieger (Anhänger) vom Gesetz her nicht gestattet, dies wird in den meisten Bundesländern Australiens regionalpolitisch geregelt.
Eine Hauptroute für Road Trains war die Strecke Darwin–Alice Springs. Durch die Eröffnung der Bahnstrecke Central Australian Railway ist die Menge der auf der Straße transportierten Güter dort stark zurückgegangen.

### Nordamerika (Kanada, USA)
In Kanada und den USA werden Road Trains auch Long Combination Vehicles (LCV) genannt. Diese Kombinationen bestehen aus einer Sattelzugmaschine und mindestens zwei, maximal drei angehängten Einheiten. Dabei erreichen diese zusammengekoppelten Lastkraftwagen eine maximale Länge von 38 Metern und ein maximales Gesamtgewicht von 62,5 Tonnen.

## Technische Grenzen
In der Praxis sind maximal die ersten vier Achsen (inklusive Vorderachse bei einer Allrad-Zugmaschine) eines Road Trains angetrieben; dies begrenzt die maximal übertragbare Kraft. Wenn die Anfahrreibung des gesamten Zuges diese überschreitet, ist ein Anfahren nicht mehr möglich, die Räder würden durchdrehen. Allerdings ist die praktische Fahrbarkeit schon lange vorher nicht mehr gegeben. Das Bremsen ist vergleichsweise unkritisch, da alle Achsen gebremst werden und lediglich die Leistung des Kompressors diesen erhöhten Anforderungen entsprechen muss.